# Султанов, Адхам
Адхам Султанов (азерб. Ədhəm Sultanov, 1903, Тифлис — 1946, Тбилиси) — заслуженный деятель искусств Грузинской ССР.

## Биография
Родился в Тбилиси в 1903 году в семье педагога Фарадж-бея. В 1931 году окончил Грузинскую академию художеств и некоторое время работал в различных редакциях и издательствах в Азербайджане, Грузии и Армении. Молодой художник, в основном пробовавший свои силы в книжной графике, оформил также некоторые спектакли Азербайджанского театра в Тбилиси. Скончался в 1946 году.

## Деятельность
Уникальный сценарий Адхама Султанова привлекал внимание театральной общественности. Готовясь к 10-му дню азербайджанского искусства, который должен был состояться в Москве в 1936 году, руководство Театра оперы и балета имени М. Ф. Ахундова пригласило художника в Баку для оформления музыкальной комедии «Аршин мал алан». Ему поручали художественное оформление заключительного концерта Исмаил Идаятзаде, готовившегося в новом составе «Аршин мал алан».
В Шуше Адхам рисовал изображения ряда характерных зданий и дворов и по эскизам создавал яркие декоры в гармонии с музыкой Узеир-бея. В подготовительный период работы Узеир часто приходил в мастерскую, где работал художник, и внимательно просматривал эскизы. В статье «Заметки об Аршин Мал Алане», опубликованной в газете «Коммунист» (1938 год), композитор писал: «Молодой художник товарищ Адхам Султанов провёл большую работу по художественному оформлению нового сооружения. Все работы в структуре художника дают красивый и запоминающийся эффект. В частности, вид города Шуши в перспективе (в будущем) одновременно художественный, красивый и правильный».
В 1939 году решением правительства республики А. Султанов был назначен главным художником павильона «Азербайджанская ССР» на Всесоюзной выставке достижений сельского хозяйства в Москве. Два больших панно, украшавшие вестибюль павильона, были серьёзным творческим достижением художника. В 1943-1946 годах Адхам Султанов подготовил эскизы к ряду спектаклей в Азербайджанском театре в Тбилиси. Особенно впечатляла композиция пьесы М. Гусейна «Низами». В одном из номеров газеты «Заря Востока» за 1944 год было написано: «На малой сцене Адхаму Султанову удалось создать простую, но эффектную и содержательную композицию, возродившую стиль древних городов Азербайджана времен Низами».
В этом театре была положительно встречена публикой и театральными критиками постановка «Отелло», его последней работы.
Роль Адхама Султанова в изучении творчества грузинского художника Пиросмани была очень велика. В то время достать картины забытого художника было сложно. Султанов искал произведения Пиросмани и сохранял их.
Через 15 лет после трагической гибели Адхама Султанова его жена Лили нашла в доме 14 хорошо сохранившихся пластинок Пиросмани.